# Napoléon (1850)
Napoléon – francuski okręt liniowy, który wszedł do służby w 1852. Był to pierwszy w historii okręt liniowy zbudowany z siłownią parową i śrubą napędową. Okręt nazwano imieniem Napoleona Bonaparte.

## Historia
Pierwsze niewielkie okręty wyposażone w silnik parowy i śrubę napędową zostały zbudowane w Wielkiej Brytanii po 1840. W grudniu 1846 francuskie władze wyraziły chęć montowania takiego napędu na już istniejących jednostkach. Francuski inżynier Henri Dupuy de Lôme uważał za lepsze rozwiązanie budowę od podstaw nowych okrętów wyposażonych w taki napęd. Opracował w tym celu na podstawie brytyjskich doświadczeń projekt okrętów liniowych wyposażonych w silnik parowy i śrubę napędową. Zamówienie na budowę pierwszego okrętu planowanej serii, który otrzymał imię „Napoléon” zostało złożone 14 lipca 1847 w stoczni w Tulonie. Rozpoczęcie budowy okrętu nastąpiło 7 lutego 1848. Wodowanie miało miejsce 16 maja 1850, wejście do służby 1 maja 1852. Podczas prób morskich okręt przebył trasę z Tulonu do Ajaccio ze średnią prędkością 12,1 węzła.
Okręt wziął udział w wojnie krymskiej, gdzie potwierdził swoje dobre własności morskie. Podczas eksploatacji problemy sprawiały jedynie niedopracowane pod względem technicznym elementy siłowni okrętowej. Okręt wycofano ze służby 6 listopada 1876.